# Гонсалес, Жаслин
Жасли́н Гонса́лес (англ. Jaslene González; 29 мая 1986, Пуэрто-Рико) — пуэрто-риканско-американская фотомодель и телеведущая. Победительница 8-го сезона реалити-шоу «Топ-модель по-американски» в 2007 году.

## Биография
Жаслин Гонсалес родилась 29 мая 1986 года в Пуэрто-Рико, позже переехала в Чикаго. Окончила среднюю школу для девочек Нотр-Дамм.
В 2007 году была номинирована на премию «Teen Choice Awards» в категории «Choice TV: Female Reality/Variety Star» за участие в реалити-шоу «Топ-модель по-американски».
Однако она пришла на это шоу еще за год, но на кастинге 7 сезона ее не разглядели и не взяли в топ 13.
Жаслин стала первым победителем шоу Топ-Модель по-американски, которая ни разу не оставалась в числе двоих последних.

## Фильмография
| Год  |   | Русское название                 | Оригинальное название     | Роль               |
| ---- | - | -------------------------------- | ------------------------- | ------------------ |
| 2008 | ф | С праздниками ничто не сравнится | Nothing Like the Holidays | прекрасная девушка |